# Aulacus
Aulacus är ett släkte av steklar som beskrevs av Louis Jurine 1807.
Aulacus ingår i familjen vedlarvsteklar.

## Dottertaxa tillAulacus, i alfabetisk ordning[1][2]
- Aulacus albimanus
- Aulacus amazonicus
- Aulacus aneurus
- Aulacus aroueti
- Aulacus atriceps
- Aulacus belairensis
- Aulacus biroi
- Aulacus bituberculatus
- Aulacus braconiformis
- Aulacus brasiliensis
- Aulacus braunsi
- Aulacus brevicaudus
- Aulacus brevis
- Aulacus burquei
- Aulacus burwelli
- Aulacus cephalus
- Aulacus coracinus
- Aulacus costulatus
- Aulacus digitalis
- Aulacus dispilis
- Aulacus douglasi
- Aulacus elegans
- Aulacus emineo
- Aulacus eocenicus
- Aulacus erythrogaster
- Aulacus festivus
- Aulacus flavicornis
- Aulacus flavigenis
- Aulacus flavimanus
- Aulacus flindersbaudini
- Aulacus forus
- Aulacus fritschii
- Aulacus fuscicornis
- Aulacus fusiger
- Aulacus gaullei
- Aulacus grossi
- Aulacus houstoni
- Aulacus hyalinipennis
- Aulacus impolitus
- Aulacus japonicus
- Aulacus jeoffreyi
- Aulacus kohli
- Aulacus krahmeri
- Aulacus longiventris
- Aulacus lovei
- Aulacus mcmillani
- Aulacus minutus
- Aulacus moerens
- Aulacus nigriventris
- Aulacus notatus
- Aulacus ochreus
- Aulacus pallidicaudis
- Aulacus pallipes
- Aulacus pediculatus
- Aulacus philippinensis
- Aulacus planiceps
- Aulacus prisculus
- Aulacus pterostigmatus
- Aulacus schiffi
- Aulacus schoenitzeri
- Aulacus striatus
- Aulacus thoracicus
- Aulacus truncatus
- Aulacus vespiformis
- Aulacus westwoodi